# Bethel Census Area
Bethel Census Area is een borough in de Amerikaanse staat Alaska.
De borough heeft een landoppervlakte van 105.240 km² en telt 16.006 inwoners (volkstelling 2000).